# Parafia Matki Bożej Miłosierdzia w Jeleniej Górze-Cieplicach
Parafia pw. Matki Bożej Miłosierdzia w Jeleniej Górze-Cieplicach – znajduje się w dekanacie  Jelenia Góra Zachód w diecezji Legnickiej.  Jej proboszczem jest ks. Mariusz Majewski. Obsługiwana przez księży diecezjalnych. Erygowana 25 czerwca 1990 roku. Mieści się przy ulicy PCK.